# Saint-Loup-du-Dorat
Saint-Loup-du-Dorat és un municipi francès situat al departament de Mayenne i a la regió de País del Loira. L'any 2007 tenia 332 habitants.

## Demografia

### Població
El 2007 la població de fet de Saint-Loup-du-Dorat era de 332 persones. Hi havia 130 famílies de les quals 28 eren unipersonals (12 homes vivint sols i 16 dones vivint soles), 51 parelles sense fills, 39 parelles amb fills i 12 famílies monoparentals amb fills.
La població ha evolucionat segons el següent gràfic:
Habitants censats

### Habitatges
El 2007 hi havia 153 habitatges, 132 eren l'habitatge principal de la família, 10 eren segones residències i 11 estaven desocupats. 144 eren cases i 9 eren apartaments. Dels 132 habitatges principals, 106 estaven ocupats pels seus propietaris, 25 estaven llogats i ocupats pels llogaters i 1 estava cedit a títol gratuït; 7 tenien dues cambres, 18 en tenien tres, 32 en tenien quatre i 75 en tenien cinc o més. 96 habitatges disposaven pel capbaix d'una plaça de pàrquing. A 55 habitatges hi havia un automòbil i a 71 n'hi havia dos o més.

### Piràmide de població
La piràmide de població per edats i sexe el 2009 era:
| Homes | Edats   | Dones |
| ----- | ------- | ----- |
| 0     | 95 o +  | 0     |
| 0     | 90 a 94 | 0     |
| 4     | 85 a 89 | 0     |
| 4     | 80 a 84 | 4     |
| 0     | 75 a 79 | 0     |
| 4     | 70 a 74 | 4     |
| 12    | 65 a 69 | 8     |
| 4     | 60 a 64 | 0     |
| 16    | 55 a 59 | 8     |
| 8     | 50 a 54 | 8     |
| 16    | 45 a 49 | 16    |
| 12    | 40 a 44 | 12    |
| 12    | 35 a 39 | 12    |
| 12    | 30 a 34 | 16    |
| 8     | 25 a 29 | 8     |
| 12    | 20 a 24 | 16    |
| 8     | 15 a 19 | 24    |
| 16    | 10 a 14 | 12    |
| 16    | 5 a 9   | 12    |
| 12    | 0 a 4   | 12    |

## Economia
El 2007 la població en edat de treballar era de 223 persones, 175 eren actives i 48 eren inactives. De les 175 persones actives 158 estaven ocupades (83 homes i 75 dones) i 17 estaven aturades (4 homes i 13 dones). De les 48 persones inactives 20 estaven jubilades, 12 estaven estudiant i 16 estaven classificades com a «altres inactius».

### Ingressos
El 2009 a Saint-Loup-du-Dorat hi havia 138 unitats fiscals que integraven 368 persones, la mediana anual d'ingressos fiscals per persona era de 15.661 €.

### Activitats econòmiques
Dels 11 establiments que hi havia el 2007, 3 eren d'empreses de construcció, 2 d'empreses de comerç i reparació d'automòbils, 1 d'una empresa de transport, 2 d'empreses d'hostatgeria i restauració, 1 d'una empresa de serveis i 2 d'empreses classificades com a «altres activitats de serveis».
Dels 3 establiments de servei als particulars que hi havia el 2009, 1 era un paleta, 1 lampisteria i 1 restaurant.
L'any 2000 a Saint-Loup-du-Dorat hi havia 16 explotacions agrícoles que ocupaven un total de 390 hectàrees.

## Equipaments sanitaris i escolars
El 2009 hi havia una escola elemental.

## Poblacions més properes
El següent diagrama mostra les poblacions més properes.